# شهرستان چرتکوفسکی
شهرستان چرتکوفسکی (به لاتین: Chertkovsky District) یک شهرستان در روسیه است که در استان روستوف واقع شده‌است.